# Emanuel Bardou

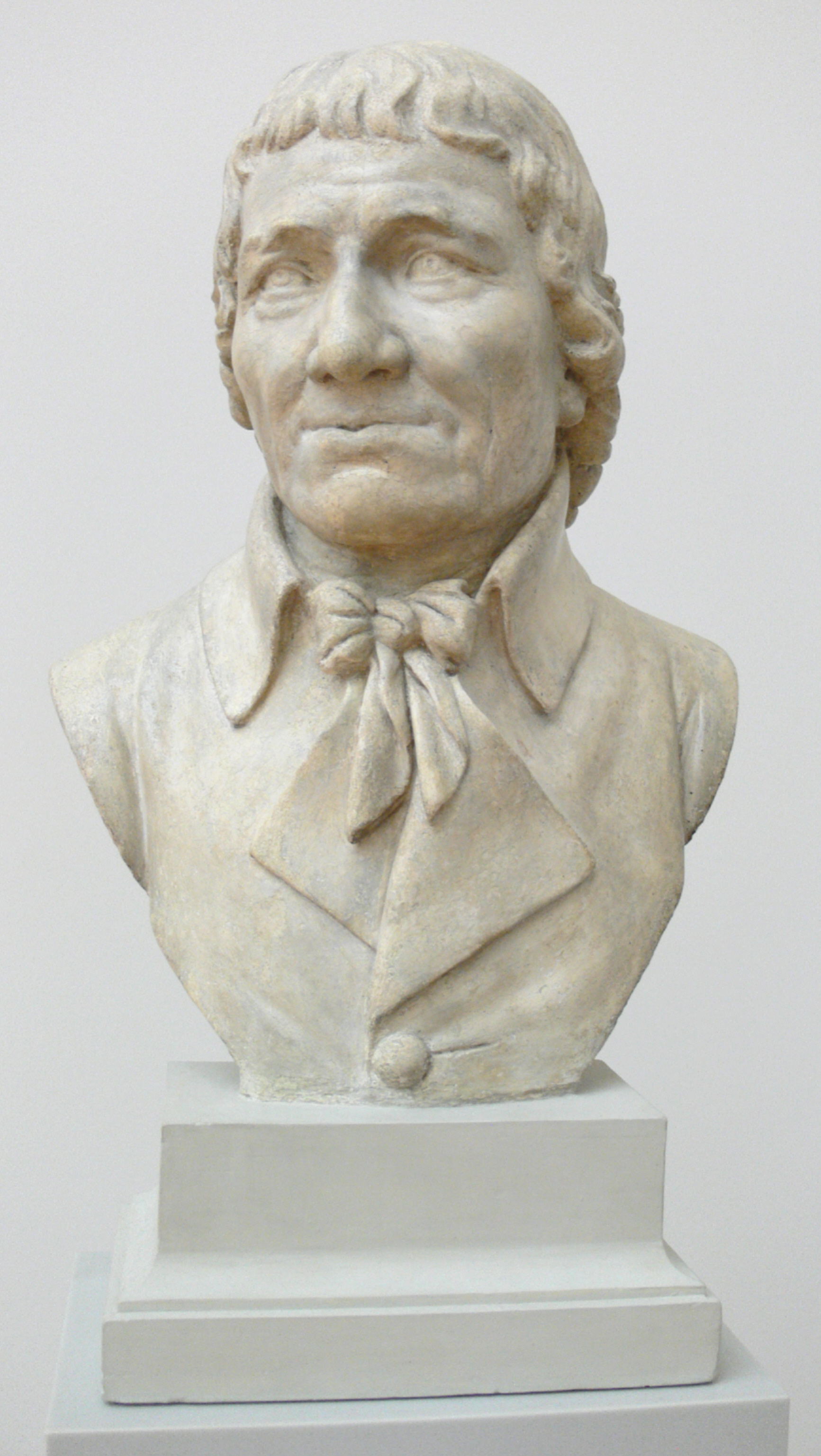
Chodowiecki in der Perückenversion (1801)

Emanuel Bardou (* 4. Januar 1744 in Basel; † 7. Juni 1818 in Berlin) war ein Schweizer Bildhauer, der am Preußischen Hof in Berlin arbeitete. Sein Bruder Paul Joseph Bardou (1747–1814) war Porträtmaler. Sein Sohn Karl Wilhelm Bardou wurde Porträtmaler.

## Leben
Bardou war Schüler von Lambert-Sigisbert Adam und seit 1775 als Modelleur bei der Königlichen Porzellan-Manufaktur in Berlin tätig. Seit 1786 nahm er fast regelmäßig an den Ausstellungen der Preußischen Akademie der Künste teil. 1786 stellte er eine Bronzestatuette König Friedrichs des Großen und eine Statue des Generalfeldmarschalls Kurt Christoph von Schwerin aus. In der Ausstellung 1787 zeigt er eine Leda und 1789 einen Faun und eine Karyatide. 1788 wurde er Mitglied der Akademie der Künste. Eine seiner Büsten Daniel Chodowieckis aus dem Jahr 1801 befand sich bis zum Ersten Weltkrieg im Besitz des Vereins für die Geschichte Berlins. Eine andere wurde 1925 vom Bode-Museum erworben. Sie wurden von Bardou nach der Totenmaske Chodowieckis und aufgrund der vorangegangene jahrelangen Zusammenarbeit der beiden modelliert, einmal mit und einmal ohne Perücke. Die Skulpturen-Sammlung besitzt seit 1923 noch eine Büste Immanuel Kants, die von Bardou 1798 erstellt wurde. In der Berliner Marienkirche schuf Bardou 1794 das Grabmal für den Prediger D. E. Roloff mit dem Standbild der Hoffnung.

## Bardou im Kostümstreit
Bardou konzentrierte sich nach dem Tode Friedrichs des Großen und stellte dessen Bildnisse ab 1788, insbesondere in der Zeit von 1788 bis 1802 immer wieder auf Ausstellungen der Akademie aus. Vorlage war die von dem Potsdamer Bildhauer Johannes Eckstein genommene Totenmaske des Königs, nach der auch dieser Bildnisse gefertigt hatte. Unmittelbar nach dem Tode Friedrichs entspann sich unter Berlins Bildhauern ein Wettbewerb um das Denkmal für den beliebten König, bei dem es zunächst um den sog. Kostümstreit ging, also die Frage, wie der König gezeigt werden sollte. Die Extremposition Ecksteins, der Friedrich auf den Ausstellungen der Akademie in den 1790er Jahren als römischen Imperator zeigte, wurde von Bardou und Chodowiecki nicht geteilt. Bardou hoffte auf den Auftrag für das Reiterstandbild Friedrichs. Die Frage des Wie der Ausführung wurde aber erst zur Mitte des 19. Jahrhunderts durch das Rauchsche Reiterstandbild Friedrichs des Großen zugunsten der volkstümlichen Variante Unter den Linden entschieden.